# Saint-Just-de-Claix
Saint-Just-de-Claix là một xã của tỉnh Isère, thuộc vùng Rhône-Alpes, đông nam nước Pháp.